# Рух (механіка)

Приклади механічного руху

Механічний рух — зміна положення тіл, відносно інших тіл, у просторі з плином часу. Розділ фізики,  що вивчає закономірності механічного руху, називається механікою. Здебільшого під механікою розуміють класичну механіку, в якій вивчають рух макроскопічних тіл, що рухаються зі швидкостями, які в багато раз менші за швидкість світла у вакуумі. В основі класичної механіки лежать закони Ньютона. Тому її часто називають ньютонівською механікою. Закономірності руху тіл зі швидкістю близькою до швидкості світла у вакуумі вивчає релятивістська механіка, а закономірності руху мікрочастинок (наприклад: електронів, атомів, молекул, та інше) — квантова механіка.

## Способи задання механічного руху матеріальної точки

### Векторний спосіб
Якщо в нас є точка А і система відліку з початком відліку в точці О, тоді рух частинки можна подати як залежність радіус-вектора {\displaystyle {\overrightarrow {OA}}\ } від часу:
{\displaystyle {\vec {r}}\ }={\displaystyle {\vec {r}}(t)\ }

### Координатний спосіб
Якщо в нас є точка А, система відліку і зв'язана з нею система координат, тоді рух частинки можна подати як залежність кожної координати точки від часу. Наприклад для прямокутної декартової системи координат:
{\displaystyle {\begin{cases}x=x(t)\\y=y(t)\\z=z(t)\\\end{cases}}}

### Траєкторійний спосіб

Траєкторія, шлях і переміщення

Якщо в нас є точка А, яка рухається по відомій нам траєкторії, тоді положення точки А можна однозначно показати за допомогою одного числа — довжини траєкторії від точки на траєкторії яку ми назвемо початок відліку, до точки A.